# Б-262 «Старый Оскол»
Б-262 «Старый Оскол» — российская дизель-электрическая подводная лодка проекта 636.3 «Варшавянка», входящая в состав 4-й отдельной бригады подводных лодок Черноморского флота ВМФ России. Третий корабль проекта 636.3 «Варшавянка», назван в честь российского города Старый Оскол.

## История строительства
Лодка заложена 17 августа 2012 года на заводе «Адмиралтейские верфи» в Санкт Петербурге под строительным номером 01672. Спущена на воду 28 августа 2014 года. Ввод в строй Черноморского флота России планируется в июне 2015 года. 
По состоянию на 30 октября 2014 года проходит швартовные испытания.
По состоянию на 6 марта 2015 года лодка вышла на заводские ходовые испытания.
По состоянию на 25 апреля 2015 года подводная лодка успешно прошла государственные испытания.
25 июня 2015 года подписан приёмный акт.

## Служба
3 июля 2015 года принята в боевой состав флота.
16 октября 2015 года подлодка «Старый Оскол» прибыла в порт Полярный для испытаний.
6 мая 2016 года подлодка «Старый Оскол» выполнила стрельбы крылатыми ракетами «Калибр» в Баренцевом море в рамках испытаний вооружения.
1 июня 2016 года появились сведения о том, что подводная лодка «Старый Оскол» завершила цикл испытаний на Северном флоте и отправилась в межфлотский переход к месту постоянного базирования на Черноморском флоте. В процессе межфлотского перехода в Северном море подлодку, движущуюся в надводном положении, сопровождал ракетный фрегат «Тромп» ВМС Нидерландов и фрегат типа 23 «Кент» (HMS Kent F78) Королевских ВМС Великобритании.
1 июля 2016 года лодка пришла в Новороссийскую ВМБ.
23 мая 2017 года экипаж «Старого Оскола» участвовал в учениях по поиску и спасению аварийной подводной лодки.
30 июля 2017 года лодка приняла участие в прошедшем в Севастополе параде в честь празднования дня ВМФ России.
В октябре 2018 года на глубине 200 метров член экипажа кошка Муся успешно родила 6 котят.   
На 31 января 2020 года подводная лодка встала на плановый доковый ремонт на «Кронштадтский морской завод», ремонт продлится до 4 месяцев. После «Старого Оскола» на ремонт в Кронштадт должна отправиться подводная лодка Б-265 «Краснодар». 
В июле 2020 года закончила ремонт и приняла участие в Кронштадте на параде ко дню ВМФ.

## Командиры
- капитан 2 ранга А. А. Кириченко[22]
- капитан 2 ранга А. А. Пашинин[21]